# Halle-Ingooigem 2019
De 72e editie van de wielerwedstrijd Halle-Ingooigem vond plaats op 26 juni 2019. De wedstrijd maakt deel uit van de UCI Europe Tour 2019 kalender in categorie 1.1.

## Ploegen
| WorldTeams (2)- Deceuninck-Quick Step - CCC Team Professionele continentale ploegen (8)- Sport Vlaanderen-Baloise - Wanty-Groupe Gobert - Cofidis, Solutions Crédits - Roompot-Charles - Corendon-Circus - Israel Cycling Academy - Wallonie Bruxelles - Vital Concept-B&B Hotels Continentale ploegen (8)- BEAT Cycling Club - Drapac-Cannondale Holistic Development - Pauwels Sauzen-Bingoal - EvoPro Racing - Pro Racing Sunshine Coast - Tarteletto-Isorex - Cibel - Start Cycling Team |
| |

## Eindklassement
| \| Algemeen Klassement \| Algemeen Klassement \| Algemeen Klassement \| Algemeen Klassement \| Algemeen Klassement \| \| Renner \| Renner \| Ploeg \| Tijd \| \| \| ------------------- \| ------------------- \| -------------------------- \| ------------------- \| ------------------- \| \| 1e \| Dries De Bondt \| Corendon-Circus \| 4u34'01" \| \| \| 2e \| Piotr Havik \| BEAT Cycling Club \| + 0" \| \| \| 3e \| Philippe Gilbert \| Deceuninck-Quick Step \| + 3" \| \| \| 4e \| Hugo Hofstetter \| Cofidis, Solutions Crédits \| + 3" \| \| \| 5e \| Boris Vallée \| Wanty-Gobert \| + 3" \| \| \| 6e \| Lionel Taminiaux \| Wallonie Bruxelles \| + 3" \| \| \| 7e \| Jonas Koch \| CCC Team \| + 3" \| \| \| 8e \| Piet Allegaert \| Sport Vlaanderen-Baloise \| + 3" \| \| \| 9e \| Michael Freiberg \| Pro Racing Sunshine Coast \| + 3" \| \| \| 10e \| Kelland O'Brien \| Pro Racing Sunshine Coast \| + 3" \| \| |                  |                            |          |
| |                  |                            |          |
| Source: ProCyclingStats |                  |                            |          |
| Algemeen Klassement |                  |                            |          |
| Renner | Renner           | Ploeg                      | Tijd     |
| 1e | Dries De Bondt   | Corendon-Circus            | 4u34'01" |
| 2e | Piotr Havik      | BEAT Cycling Club          | + 0"     |
| 3e | Philippe Gilbert | Deceuninck-Quick Step      | + 3"     |
| 4e | Hugo Hofstetter  | Cofidis, Solutions Crédits | + 3"     |
| 5e | Boris Vallée     | Wanty-Gobert               | + 3"     |
| 6e | Lionel Taminiaux | Wallonie Bruxelles         | + 3"     |
| 7e | Jonas Koch       | CCC Team                   | + 3"     |
| 8e | Piet Allegaert   | Sport Vlaanderen-Baloise   | + 3"     |
| 9e | Michael Freiberg | Pro Racing Sunshine Coast  | + 3"     |
| 10e | Kelland O'Brien  | Pro Racing Sunshine Coast  | + 3"     |

2005 · 
2006 · 
2007 · 
2008 · 
2009 · 
2010 · 
2011 · 
2012 · 
2013 · 
2014 · 
2015 · 
2016 · 
2017 ·
2018 ·
2019 ·
2020 ·
2021 ·
2022 ·
2023 ·
2024 ·
2025
Belangrijkste etappewedstrijden

Internationaal Wegcriterium · Driedaagse Brugge-De Panne · Ronde van de Alpen · Vierdaagse van Duinkerke · Ronde van Beieren · Ronde van Noorwegen · Ronde van België · Ronde van Luxemburg · Ronde van Oostenrijk · Ronde van Wallonië · Ronde van Burgos · Ronde van Denemarken · Arctic Race of Norway · Ronde van Groot-Brittannië
Belangrijkste eendaagse wedstrijden

Trofeo Laigueglia · GP Lugano · GP Nobili Rubinetterie · Dwars door Vlaanderen · Scheldeprijs · Brabantse Pijl · GP Kanton Aargau · Brussels Cycling Classic · GP Fourmies · Primus Classic Impanis-Van Petegem · Ronde van de Drie Valleien · Milaan-Turijn · Ronde van Piemonte · Ronde van het Münsterland · Ronde van Emilia · Parijs-Tours · GP Bruno Beghelli